# العلاقات الأذربيجانية اللاتفية
العلاقات الأذربيجانية اللاتفية هي العلاقات الثنائية التي تجمع بين أذربيجان ولاتفيا.

## مقارنة بين البلدين
هذه مقارنة عامة ومرجعية للدولتين:
| وجه المقارنة                                              | أذربيجان        | لاتفيا                                             |
| --------------------------------------------------------- | --------------- | -------------------------------------------------- |
| المساحة (كم2)                                             | 86.60 ألف       | 64.59 ألف                                          |
| عدد السكان (نسمة)                                         | 10.00 مليون     | 1.93 مليون                                         |
| الكثافة السكانية (ن./كم²)                                 | 115.47          | 29.88                                              |
| العاصمة                                                   | باكو            | ريغا                                               |
| اللغة الرسمية                                             | اللغة الأذرية   | اللغة اللاتفية                                     |
| العملة                                                    | مانات أذربيجاني | يورو، لاتس لاتفي، الروبل اللاتفي ‏، الروبل اللاتفي ‏ |
| الناتج المحلي الإجمالي (بليون دولار)                      | 40.75 مليار     | 30.26 مليار                                        |
| الناتج المحلي الإجمالي (تعادل القوة الشرائية) بليون دولار | 171.56 مليار    | 49.24 مليار                                        |
| الناتج المحلي الإجمالي الاسمي للفرد دولار أمريكي          | 5.50 ألف        | 14.06 ألف                                          |
| الناتج المحلي الإجمالي للفرد دولار أمريكي                 | 17.52 ألف       | 23.55 ألف                                          |
| مؤشر التنمية البشرية                                      | 0.751           | 0.819                                              |
| رمز المكالمات الدولي                                      | +994            | +371                                               |
| رمز الإنترنت                                              | .az             | .lv                                                |
| المنطقة الزمنية                                           | ت ع م+04:00     | ت ع م+02:00، ت ع م+03:00، أوروبا/ريغا ‏             |

## منظمات دولية مشتركة
يشترك البلدان في عضوية مجموعة من المنظمات الدولية، منها:
| علم المنظمة | اسم المنظمة                               | تاريخ انضمام أذربيجان | تاريخ انضمام لاتفيا |
| ----------- | ----------------------------------------- | --------------------- | ------------------- |
|             | الاتحاد البريدي العالمي                   | ?                     | ?                   |
|             | يونسكو                                    | 3 يونيو 1992          | 9 يوليو 1951        |
|             | البنك الدولي للإنشاء والتعمير             | 18 سبتمبر 1992        | 11 أغسطس 1992       |
|             | وكالة ضمان الاستثمار متعدد الأطراف        | 23 سبتمبر 1992        | 21 أغسطس 1998       |
|             | الاتحاد الدولي للاتصالات                  | 10 أبريل 1992         | 11 ديسمبر 1921      |
|             | منظمة الشرطة الجنائية الدولية             | ?                     | ?                   |
|             | مؤسسة التنمية الدولية                     | 31 مارس 1995          | 11 أغسطس 1992       |
|             | مؤسسة التمويل الدولية                     | 11 أكتوبر 1995        | 29 سبتمبر 1993      |
|             | الأمم المتحدة                             | 2 مارس 1992           | 17 سبتمبر 1991      |
|             | منظمة الأمن والتعاون في أوروبا            | 30 يناير 1992         | 10 سبتمبر 1991      |
|             | مجلس أوروبا                               | 25 فبراير 2001        | ?                   |
|             | منظمة حظر الأسلحة الكيميائية              | ?                     | ?                   |
|             | المركز الدولي لتسوية المنازعات الاستشارية | 18 أكتوبر 1992        | 7 سبتمبر 1997       |

## وصلات خارجية
- موقع وزارة الخارجية الأذربيجانية
- موقع وزارة الخارجية اللاتفية